# Sojuz 24
Sojuz 24 (ryska: Союз-24) var en flygning i det sovjetiska rymdprogrammet. Flygningen gick till rymdstationen Saljut 5. Farkosten sköts upp från Kosmodromen i Bajkonur med en Sojuz-raket den 7 februari 1977. Man dockade med rymdstationen den 8 februari 1977. Man lämnade rymdstationen den 25 februari 1977, några timmar senare återinträdde man i jordens atmosfär och landade i Sovjetunionen.